# Gross Griessenhorn
Gross Griessenhorn är en bergstopp i Schweiz.   Den ligger i kantonen Uri, i den centrala delen av landet, 80 km öster om huvudstaden Bern. Toppen på Gross Griessenhorn är 3 202 meter över havet.
Terrängen runt Gross Griessenhorn är huvudsakligen mycket bergig. Närmaste större samhälle är Engelberg, 12,9 km nordväst om Gross Griessenhorn. 
Trakten runt Gross Griessenhorn består i huvudsak av gräsmarker. Runt Gross Griessenhorn är det glesbefolkat, med 9 invånare per kvadratkilometer.